# 西藏地杨梅
西藏地杨梅（学名：Luzula jilongensis）为灯心草科地杨梅属下的一个种。

## 扩展阅读
- 維基物種上的相關：西藏地杨梅